# Цулукидзе, Григорий Антонович
Григорий Антонович Цулукидзе (груз. გრიგოლ ანტონის ძე წულუკიძე; 16 апреля 1889 или 17 апреля 1889, Тифлис — 22 декабря 1950, Тбилиси) — советский геолог, доктор технических наук (1939), профессор (1930), академик АН Грузинской ССР (1944). Заслуженный деятель науки и техники Грузинской ССР (1941).

## Биография
Родился 16 апреля 1889 года в Тбилиси.
В  1911 году закончил Университет Леобена и в 1914 году Екатеринославский горный институт.
С 1914 по 1918 год работал на Северо-Кавказских, в том числе Грозненских нефтяных промыслах в качестве инженера, с 1918 по 1922 год работал на Ткибульских угольных шахтах в качестве их руководителя. С 1923 по 1928 год являлся — председателем Горного комитета Верховного Совета народного хозяйства Грузии.
С 1923 по 1950 год на педагогической работе в Тбилисском государственном университете в качестве преподавателя политехнического факультета и в Грузинском политехническом институте в качестве профессора и с 1928 по 1950 год —
заведующего кафедрой разработки месторождений полезных ископаемых.

### Научно-педагогическая деятельность и вклад в науку
Основная научно-педагогическая деятельность Г. А. Цулукидзе была связана с вопросами в области геологии и  разработки месторождений полезных ископаемых, он являлся организатором создания единой классификации методов разработки в Грузии. Под руководством  Г. А. Цулукидзе велись проектные и научно-исследовательские работы в области проектирования новых рудников и шахт, велись разработки месторождений полезных ископаемых. Им были обоснованы методики рациональной разработки Чиатурского марганцевого и Ткибульского угольного месторождений.
В 1939 году защитил докторскую диссертацию на соискание учёной степени доктор технических наук. В 1930 году ВАК СССР ему было присвоено учёное звание профессор. В 1944 году он был избран действительным членом АН Грузинской ССР.  Г. А. Цулукидзе было написано более ста научных работ, в том числе учебников по разработке месторождений полезных ископаемых на русском, грузинском и венгерском языках.

## Основные труды
- Общая классификация подземных методов разработки месторождений полезных ископаемых / Г. А. Цулукидзе, д-р тех. наук, проф. Груз. индустр. ин-та им. С. М. Кирова. - Тбилиси: 1940. - 248 с.
- Методы подземной разработки месторождений полезных ископаемых / Г. А. Цулукидзе, действ. чл. Акад. наук Груз. ССР, проф. - Москва : Изд. и тип. Металлургиздата, 1948. - 684 с.
- О классификациях методов подземной разработки, применяемых в СССР / Г. А. Цулукидзе, действ. чл. Акад. наук Груз. ССР проф. - Москва : Изд. и тип. Металлургиздата, 1950. - 72 с
- A hasznos ásványtelepülések földalatti művelési módja / G. A. Culukidze ; A fordítás Vígh Pál munkája. - Budapest : Tankönyvkiadó, 1951. - 479 с[5]

## Награды
- Заслуженный деятель науки и техники Грузинской ССР (1941)[3][4]

## Память
- Имя Г. А. Цулукидзе носит Институт горной механики Академии наук Грузии[3][4]